# إيك تومسون
إيك تومسون هو سياسي أمريكي، ولد في 8 نوفمبر 1915 في برمنغهام في الولايات المتحدة، وتوفي في 25 يونيو 1995 في كليفلاند في الولايات المتحدة. نشط حزبياً في الحزب الديمقراطي. وقد انتخب عضو مجلس نواب أوهايو ‏.